# Julianakerk (Oudebildtzijl)
De Julianakerk is een kerkgebouw in Oudebildtzijl in de Nederlandse provincie Friesland. Het kerkgebouw is een rijksmonument.

## Beschrijving
De doopsgezinde kerk werd in 1806 gebouwd en in 1909 vergroot met de ervoor gelegen pastorie. De ingangspartij van de pastorie heeft een pilasteromlijsting en rondbogig fronton. In 1909 werd boven op de pastorie een houten geveltoren met spits in neoclassicistische vormen gebouwd. Na de geboorte van prinses Juliana werd in de opengewerkte bekroning van de toren een luidklok gehangen.
Het interieur van de recht gesloten zaalkerk wordt gedekt door een houten tongewelf. Het orgel uit 1896 is gemaakt door Bakker & Timmenga. Het gebouw heeft sinds 1997 geen kerkfunctie meer, maar wordt gebruikt als informatiecentrum.

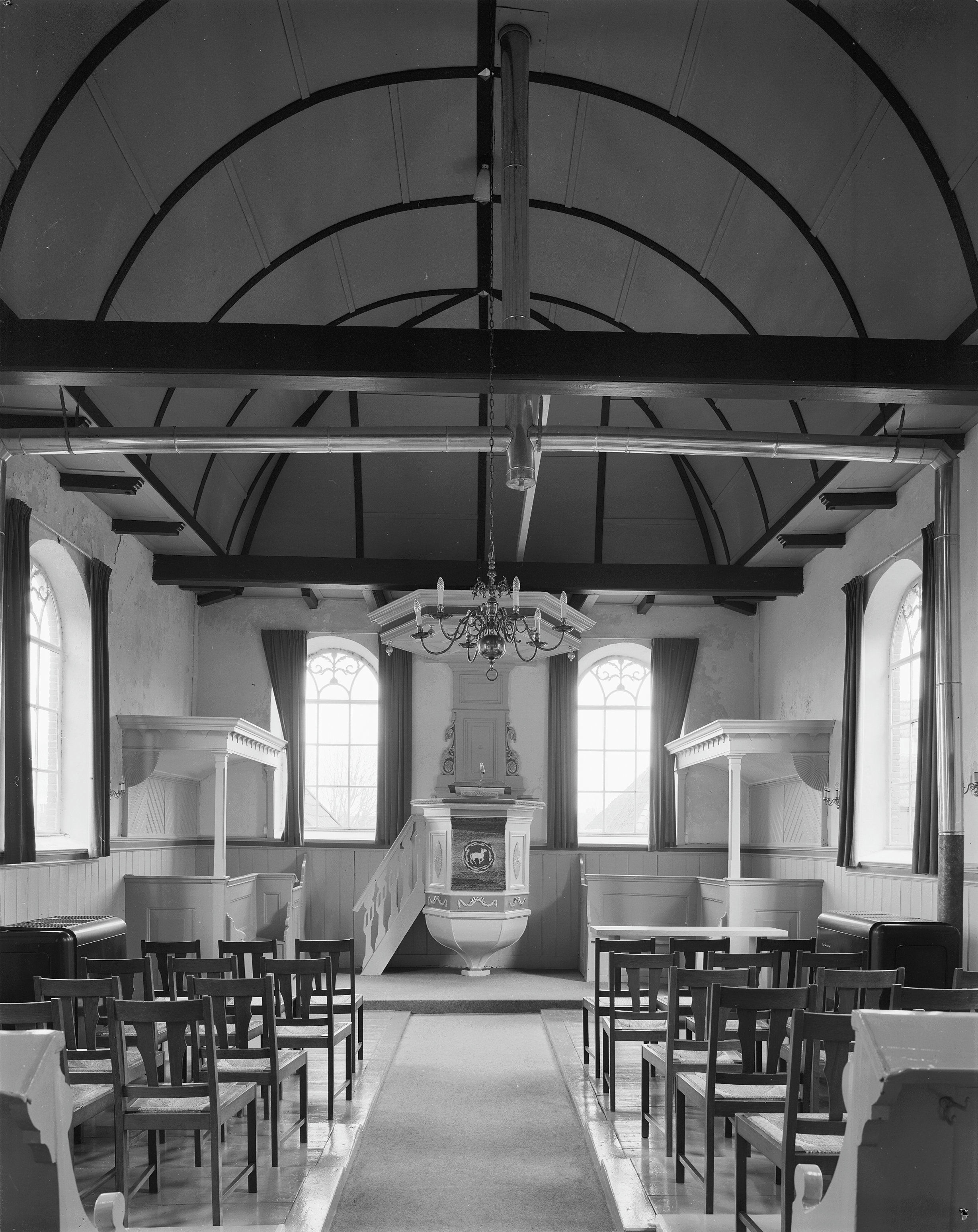
Interieur met preekstoel (1980)
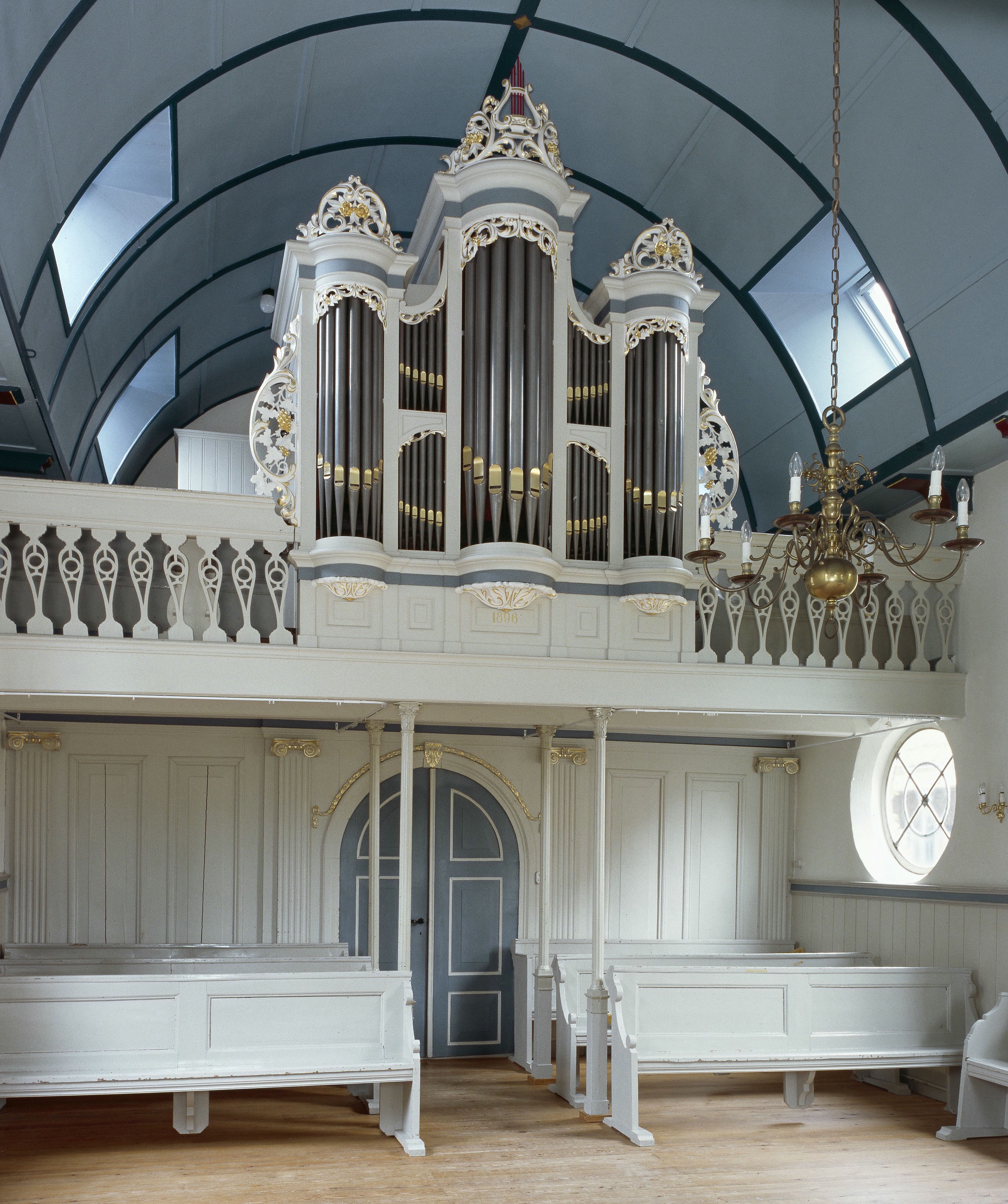
Interieur met orgel (2008)